# Henryk Wąsowicz
Henryk Wąsowicz (ur. 13 stycznia 1948 w Jeleniowie) – polski historyk, profesor nauk humanistycznych, specjalista w zakresie nauk pomocniczych historii.

## Życiorys
Absolwent historii (1973) Katolickiego Uniwersytetu Lubelskiego. Był prezesem Koła Naukowego Historyków Studentów. Po studiach pracował na KUL jako asystent stażysta, od 1974 jako asystent, zaś 1978 starszy asystent. Doktorat (1982; promotor: Zygmunt Sułowski) i habilitacja (1997) tamże. Profesor nauk humanistycznych od 2015.
Wykładał też w Wyższej Szkole Humanistyczno-Przyrodniczej Studium Generale Sandomiriense w Sandomierzu. Kierownik Katedry Nauk Pomocniczych Historii w Instytucie Historii Katolickiego Uniwersytetu Lubelskiego Jana Pawła II. Zajmuje się chronologią historyczną oraz heraldyką. Promotor pięciu doktoratów.
Redaktor "Roczników Humanistycznych" (zeszyt: Historia).

## Wybrane publikacje
- Łaciński kalendarz sylabiczny (cisiojanus) do połowy XVI wieku, Lublin: Redakcja Wydawnictw KUL 1986.
- Kalendarz ksiąg liturgicznych Krakowa do połowy 16. wieku. Studium chronologiczno-typologiczne, Lublin: Redakcja Wydawnictw KUL 1995.
- (współautor), Kalendarze, Lublin 2003.
- Chronologia średniowieczna, Lublin: Wydawnictwo KUL 2013.
- Beda Czcigodny, Natura wszechświata; Czas i jego rodzaje; Rachuba czasu, tł. zbiorowe z jęz. łac, red. Tadeusz Gacia, wstępem opatrzył Henryk Wąsowicz, Lublin: Towarzystwo Naukowe Katolickiego Uniwersytetu Lubelskiego Jana Pawła II 2015.